# Campeonato Mundial de Tiro con Arco al Aire Libre de 2013
El XLVII Campeonato Mundial de Tiro con Arco al Aire Libre se celebró en Belek (Turquía) entre el 30 de septiembre y el 6 de octubre de 2013 bajo la organización de la Federación Internacional de Tiro con Arco (FITA) y la Federación Turca de Tiro con Arco.
Las competiciones se realizaron en unos campos de fútbol a las afueras de la ciudad turca, acondicionados especialmente para el evento.

## Medallistas

### Masculino
| Evento                            | Oro                                                    | Plata                                                                    | Bronce                                                           |
| --------------------------------- | ------------------------------------------------------ | ------------------------------------------------------------------------ | ---------------------------------------------------------------- |
| Arco recurvo individual (06.10)   | Lee Seung-Yun Corea del Sur                            | Oh Jin-Hyek Corea del Sur                                                | Crispin Duenas · Canadá                                          |
| Arco recurvo por equipo (06.10)   | Brady Ellison Joe Fanchin Jake Kaminski Estados Unidos | Sjef van den Berg · Rick van den Oever · Rick van der Ven · Países Bajos | Thomas Faucheron Gaël Prévost Jean-Charles Valladont Francia     |
| Arco compuesto individual (05.10) | Mike Schloesser · Países Bajos                         | Pierre-Julien Deloche Francia                                            | Alexandr Dambayev · Rusia                                        |
| Arco compuesto por equipo (05.10) | Martin Damsbo Stephan Hansen Patrick Laursen Dinamarca | Gabriel Badenhorst DP Bierman Patrick Roux Sudáfrica                     | Sébastien Brasseur Pierre-Julien Deloche Dominique Genet Francia |

### Femenino
| Evento                            | Oro                                                           | Plata                                                                | Bronce                                                       |
| --------------------------------- | ------------------------------------------------------------- | -------------------------------------------------------------------- | ------------------------------------------------------------ |
| Arco recurvo individual (06.10)   | Maja Jager Dinamarca                                          | Xu Jing China                                                        | Yun Ok-Hee Corea del Sur                                     |
| Arco recurvo por equipo (06.10)   | Chang Hye-Jin Ki Bo-Bae Yun Ok-Hee Corea del Sur              | Hanna Marusava · Katsiaryna Timofeyeva · Alena Tolkach · Bielorrusia | Carina Christiansen Maja Jager Anne Marie Laursen Dinamarca  |
| Arco compuesto individual (05.10) | Kristina Berger · Alemania                                    | Ivana Buden · Croacia                                                | Gerda Roux Sudáfrica                                         |
| Arco compuesto por equipo (05.10) | Aura María Bravo · Sara López · Alejandra Usquiano · Colombia | Martine Couwenberg · Irina Markovic · Inge van Caspel · Países Bajos | Sophie Dodémont Pascale Lebecque Sandrine Vandionant Francia |

### Mixto
| Evento                            | Oro                                      | Plata                                        | Bronce                                      |
| --------------------------------- | ---------------------------------------- | -------------------------------------------- | ------------------------------------------- |
| Arco recurvo por equipo (06.10)   | Ki Bo-Bae Oh Jin-Hyek Corea del Sur      | Khatuna Lorig Brady Ellison Estados Unidos   | Tan Ya-Ting Kuo Cheng-Wei China Taipéi      |
| Arco compuesto por equipo (05.10) | Marcella Tonioli · Sergio Pagni · Italia | Albina Loguinova · Alexandr Dambayev · Rusia | Erika Jones Jesse Broadwater Estados Unidos |

## Medallero
| Núm. | País           | Oro | Plata | Bronce | Total |
| ---- | -------------- | --- | ----- | ------ | ----- |
| 1    | Corea del Sur  | 3   | 1     | 1      | 5     |
| 2    | Dinamarca      | 2   | 0     | 1      | 3     |
| 3    | Países Bajos   | 1   | 2     | 0      | 3     |
| 4    | Estados Unidos | 1   | 1     | 1      | 3     |
| 5    | Alemania       | 1   | 0     | 0      | 1     |
| 5    | Colombia       | 1   | 0     | 0      | 1     |
| 5    | Italia         | 1   | 0     | 0      | 1     |
| 8    | Francia        | 0   | 1     | 3      | 4     |
| 9    | Rusia          | 0   | 1     | 1      | 2     |
| 9    | Sudáfrica      | 0   | 1     | 1      | 2     |
| 11   | Bielorrusia    | 0   | 1     | 0      | 1     |
| 11   | China          | 0   | 1     | 0      | 1     |
| 11   | Croacia        | 0   | 1     | 0      | 1     |
| 14   | Canadá         | 0   | 0     | 1      | 1     |
| 14   | China Taipéi   | 0   | 0     | 1      | 1     |
|      | TOTAL          | 10  | 10    | 10     | 30    |